# الديالسينيور
الديالسينيور (بالأسبانية: Aldealseñor) هي بلدية تقع في مقاطعة سوريا، قشتالة وليون، إسبانيا. وفقاً لتعداد 2004 (المعهد الوطني للإحصاء)، بلغ عدد سكانها 46 نسمة.